# Deira (Dubai)
Deira è un quartiere storico di Dubai, tra i più esclusivi e prestigiosi, negli Emirati Arabi Uniti, situato a nord-est del Khor Dubai.

## Storia
Le sue origini risalgono al 1841, quando un'epidemia di vaiolo scoppiata nell'insediamento di Bur Dubai spinse molti abitanti a stabilirsi sull'altro lato del canale. L'insediamento crebbe rapidamente, stimolato dalla vicinanza all'emirato di Sharja, che all'epoca era il più importante di tutta l'area.
Agli inizi del XX secolo il suo suq si era affermato come uno dei più grandi della costa del Golfo, con circa 300 negozi. Pur lasciando la guida politica della città a Bur Dubai, Deira si impose come il centro commerciale della città e come il quartiere più esteso e popolato. Nel 1912 Deira vide la fondazione della prima scuola della città, Al Ahmadiya.
A partire dal 1959 divenne sede dell'amministrazione comunale della città, mentre risale al 1962 la costruzione del primo ponte sul canale. In precedenza i collegamenti con Bur Dubai erano assicurati soltanto da barche a remi di varia grandezza, gli abra. Nel 1981 vi aprì il primo grande centro commerciale di Dubai, l'Al Ghurair Centre.
Negli anni seguenti il quartiere venne caratterizzato dal boom edilizio che coinvolse l'intera città, con la costruzione di moderni grattacieli come le due famose Torri Rolex, la sede della National Bank of Dubai progettata da Carlos Ott. I suoi suq, in particolare quello dell'oro e delle spezie, rimangono comunque punti nevralgici del quartiere. Tra i progetti più importanti in corso di realizzazione vi sono quello di Palm Deira, la più estesa delle Palm Islands, e la costruzione della Dubai Festival City.